# Адам Олеаріус

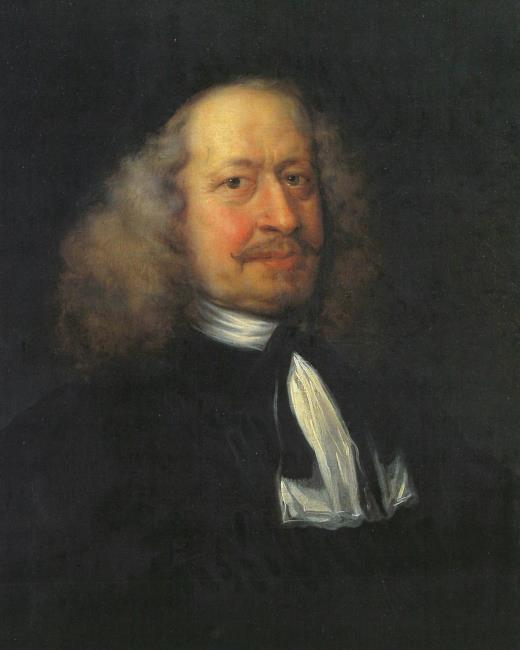

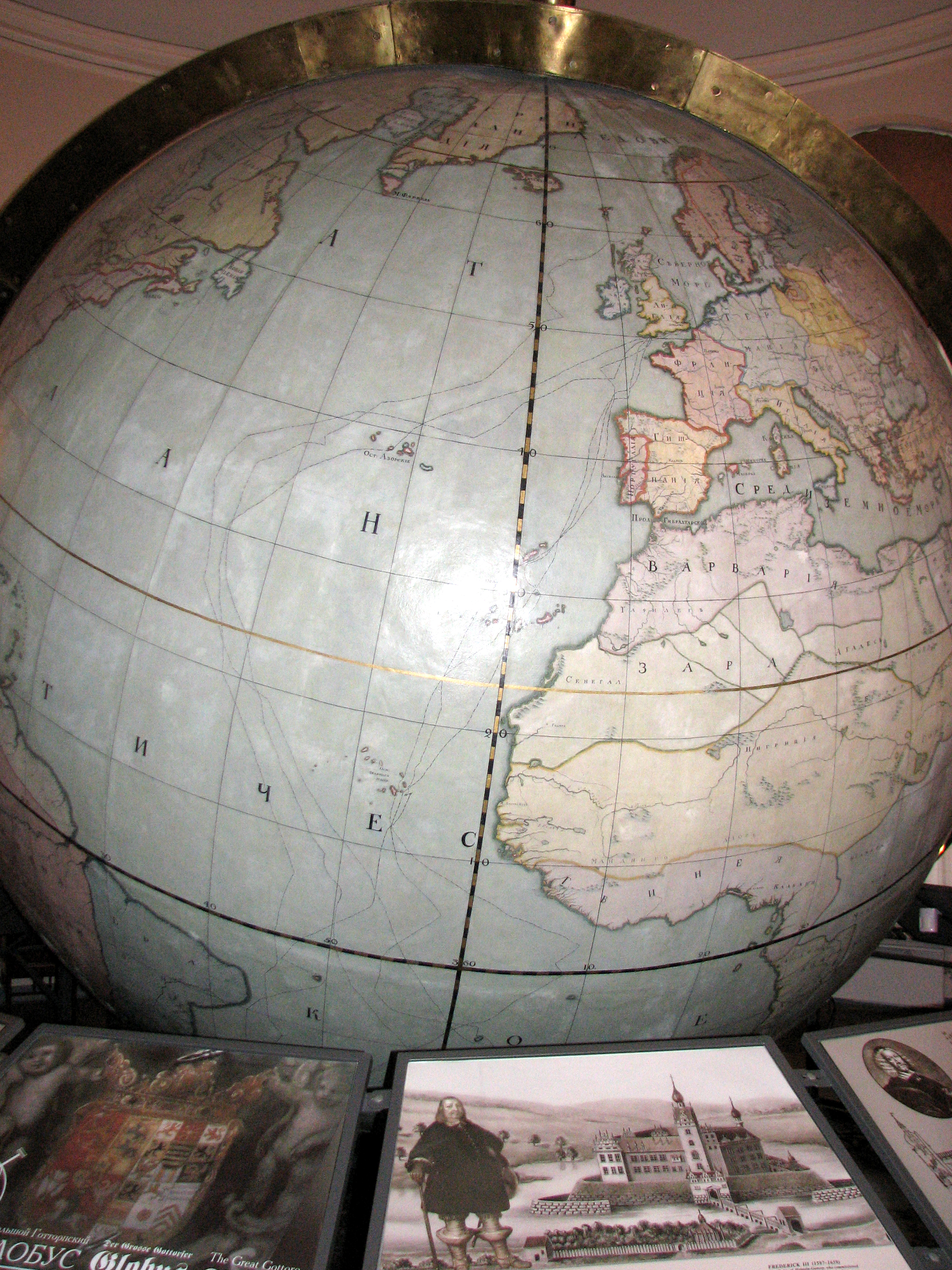
Готторпський глобус, сконструйований за проектом Олеаріуса — колись один з найбільших у світі

Адам Олеаріус, Адам Олеарій (нім. Adam Olearius, справжнє прізвище Ольшлегель (Oehlschlegel / Ölschläger); 24 вересня 1599, Ашерслебен — 22 лютого 1671, замок Готторп, Шлезвіг) — відомий німецький мандрівник, географ, орієнталіст, історик, математик і фізик. Є конструктором і куратором створеного з 1654 до 1664 Готторпського глобуса. Будучи секретарем посольства, посланого шлезвіг-гольштинським герцогом Фрідріхом III до перського шаха, записав і опублікував свої нотатки, зібрані під час подорожі.
Народився в сім'ї кравця, батько незабаром після народження сина помер, залишивши сім'ю в крайній бідності. Навчався в Лейпцизькому університеті. У 1627 році захистив дисертацію магістра філософії, далі був асесором філософського факультету.
Під час Тридцятирічної війни 1618—1648 років покинув Лейпциг і шукав заступництва у шлезвиг-голштинського герцога Фрідріха III.

## Подорожі

### Подорожі до Московії і Персії
У 1633 році герцог Фрідріх III відправив зі своєї резиденції в Готторпі посольство до російського царя Михайла Федоровича і перського шаха Сефі I з метою встановити торгові стосунки з Московією і, особливо, Персією: герцог хотів забрати в свої руки сухопутну торгівлю шовком-сирцем. На чолі посольства стояли майстерний дипломат Філіп Крузіус фон Крузенштерн з Айслебена і гамбургський купець Отто Бругман (Брюггеманн). Їх супроводжувала свита в кількості 34 чоловік, а як секретар і, головним чином, перекладач, який знає мови тих країн, куди відправлялося посольство — Олеаріус.
Морем досягнувши Риги, посольство сухим шляхом прибуло в Нарву, де провело зиму і весну, а влітку рушило через Новгород у Москву. 14 серпня 1634 посольство урочисто в'їхало у столицю однойменного князівства і залишалося там 4 місяці. Отримавши згоду царя на пропуск голштинського посольства через московські межі у Персію, посольство виїхало 24 грудня назад в Готторп, куди прибуло 6 квітня 1635. 
Друга подорож через Московію до Персії і назад відбулася у 1635 — 1639 роках.
У своїй праці Олеаріус оповідав, що московські царедворці так пояснювали йому тодішній державний герб: над двоголовим орлом, як посагом візантійської принцеси Софії Палеолог, що в 1472 році вийшла заміж за Івана III, три корони, як символи: Великого князівства Московського посередині, та ханатів Казанського й Астраханського по боках. 3 цього приводу д-р Косаревич-Косаренко справедливо зауважував, що тим самим ясно й безперечно засвідчується, що московити в ті часи не відчували жодного державного споріднення (чи переємства) з давньою Київською Руссю, бо ані словом тоді не згадали ані про Русь, ані про Київ, ані про стародавній герб великих князів київських — тризуб, але підкреслювали переємство від татарських ханатів.